# USS Nantucket (LCS-27)
«Нантакет» (англ. USS Nantucket (LCS-27)) — бойовий корабель прибережної зони типу «Фрідом» виробництва компанії «Lockheed Martin».
Свою назву отримав на честь міста Нантакет, штат Массачусетс.

## Історія створення
Корабель був замовлений 6 жовтня 2017 року. закладений 9 жовтня 2019 року на верфі фірми «Lockheed Martin». 7 серпня 2021 року відбулася церемонія хрещення та спуск корабля на воду. Урочисту церемонію провели у Марінетті в штаті Вісконсин.